# Pamela Koffler
Pamela Koffler (...) è una produttrice cinematografica statunitense, candidata al Premio Oscar al miglior film per Past Lives.

## Biografia
Pamela Koffler ha fondato nel 1995 con Christine Vachon la casa di produzione cinematografica Killer Films. Nel 1999, ha prodotto il film Boys Don't Cry di Kimberly Peirce. Successivamente, ha lavorato alla produzione di Delitto + castigo a Suburbia, Hedwig - La diva con qualcosa in più, La sicurezza degli oggetti e La zona grigia. Nel 2006, ha ricevura la candidatura al Premio Emmy per il miglior film televisivo per Mrs. Harris. Nel 2006, ha ricevuto la sua seconda candidatura all'Emmy per Mildred Pierce. Nel 2024, ha ricevuto la candidatura al Premio Oscar al miglior film per Past Lives di Celine Song, presentato al Festival di Berlino 2023. 

## Filmografia

### Cinema
- Post Cards from America, regia di Steve McLean (1994)
- Ho sparato a Andy Warhol (I Shot Andy Warhol), regia di Mary Harron (1996)
- Office Killer - L'impiegata modello (Office Killer), regia di Cindy Sherman (1997)
- Happiness - Felicità (Happiness), regia di Todd Solondz (1998)
- I'm Losing You, regia di Bruce Wagner (1998)
- Boys Don't Cry, regia di Kimberly Peirce (1999)
- Delitto + castigo a Suburbia (Crime and Punishment in Suburbia), regia di Rob Schmidt (2000)
- Hedwig - La diva con qualcosa in più (Hedwig and the Angry Inch), regia di John Cameron Mitchell (2001)
- Contenders serie 7 (Series 7: The Contenders), regia di Daniel Minahan (2001)
- Women in Film, regia di Bruce Wagner (2001)
- Chelsea Walls, regia di Ethan Hawke (2001)
- La sicurezza degli oggetti (The Safety of Objects), regia di Rose Troche (2002)
- La zona grigia (The Grey Zone), regia di Tim Blake Nelson (2001)
- One Hour Photo, regia di Mark Romanek (2002)
- Diventeranno famosi (Camp), regia di Todd Graff (2003)
- The Company, regia di Robert Altman (2003)
- Una casa alla fine del mondo (A Home at the End of the World), regia di Michael Mayer (2004)
- La scandalosa vita di Bettie Page (The Notorious Bettie Page), regia di Mary Harron (2005)
- An American Crime, regia di Tommy O'Haver (2007)
- Savage Grace, regia di Tom Kalin (2007)
- Quando tutto cambia (Then She Found Me), regia di Helen Hunt (2007)
- Motherhood - Il bello di essere mamma (Motherhood), regia di Katherine Dieckmann (2009)
- Dirty Girl, regia di Abe Sylvia (2010)
- A qualsiasi prezzo (At Any Price), regia di Ramin Bahrani (2012)
- Giovani ribelli - Kill Your Darlings (Kill Your Darlings), regia di John Krokidas (2013)
- Magic Magic, regia di Sebastián Silva (2013)
- Deep Powder, regia di Mo Ogrodnik (2013)
- The Last of Robin Hood, regia di Richard Glatzer e Wash Westmoreland (2013)
- Innocence, regia di Hilary Brougher (2013)
- Young Bodies Heal Quickly, regia di Andrew T. Betzer (2014)
- Mala Mala, regia di Antonio Santini e Dan Sickles (2014)
- Still Alice, regia di Richard Glatzer e Wash Westmoreland (2014)
- Beatriz at Dinner, regia di Miguel Arteta (2017)
- La stanza delle meraviglie (Wonderstruck), regia di Todd Haynes (2017)
- Colette, regia di Wash Westmoreland (2018)
- American Woman, regia di Semi Chellas (2018)
- Cattive acque (Dark Waters), regia di Todd Haynes (2019)
- Il mondo che verrà (The World to Come), regia di Mona Fastvold (2020)
- The Velvet Underground, regia di Todd Haynes (2021)
- Past Lives, regia di Celine Song (2023)
- She Came to Me, regia di Rebecca Miller (2023)
- A Good Person, regia di Zach Braff (2023)
- May December, regia di Todd Haynes (2023)
- A Different Man, regia di Aaron Schimberg (2024)
- Omni Loop, regia di Bernardo Britto (2024)

### Televisione
- American Cinema - serie TV, episodio 1x08 (1995)
- Mrs. Harris, regia di Phyllis Nagy - film TV (2005)
- Mildred Pierce - miniserie TV, 5 episodi (2011)
- Six by Sondheim, regia di James Lapine - film TV (2013)
- New Orleans, Here and Now - serie TV, 6 episodi (2015)
- Z - L'inizio di tutto (Z: The Beginning of Everything) - serie TV, 10 episodi (2015-2017)
- Halston - miniserie TV, 5 episodi (2021)

### Cortometraggi
- Two Cities, regia di Darius Clark Monroe (2015)
- The Boatman, regia di Zack Godshall (2017)

## Riconoscimenti
- Premio Oscar
  - 2024 - Candidatura al miglior film per Past Lives
- Premio Emmy
  - 2006 - Candidatura al miglior film televisivo per Mrs. Harris
  - 2011 - Candidatura alla miglior miniserie o film TV per Mildred Pierce
- Premi BAFTA
  - 2024 - Candidatura al miglior film in lingua straniera per Past Lives